# 355
355 је била проста година.

## Догађаји
- Лентијенци, германско племе, кажњени су од стране римског команданта Арбициона под Констанцијем II због неколико упада на Римско царство.
- Франци опседају Колонију Агрипинензијум десет месеци.
- Хуни Централне Азије започињу свој велики поход на запад напредовањем у Скитију (данашња Русија). Они савладавају и апсорбују Алане, номадски и ратоборни народ који је узгајао коње из степа североисточно од Црног мора.
- Папа Либерије одбија да потпише осуду Атанасија, патријарха Александрије, коју је у Милану изрекао Констанције II. Либерије је прогнан у Берију (Грчка) и замењен Феликсом II, који постаје антипапа и епископ Рима.

### Јануар
- 1. јануар – Арбицион и Лолијан Маворције почињу свој мандат као римски конзули.

### Август
- 11. август – Клаудије Силван, оптужен за издају, проглашава се римским царем. После 28 дана, Урсицин стиже из Рима и убија Силвана.

### Новембар
- 6. новембар – У Медиолануму (Италија), цар Констанције II уздиже свог рођака Јулијана Отпадника на ранг цезара. Преузима команду над западним провинцијама и жени се Констанцијевом сестром, Хеленом.